# 263906 Yuanfengfang
263906 Yuanfengfang è un asteroide della fascia principale. Scoperto nel 2009, presenta un'orbita caratterizzata da un semiasse maggiore pari a 2,2087220 UA e da un'eccentricità di 0,1818910, inclinata di 4,60247° rispetto all'eclittica.